# Szerb Antal

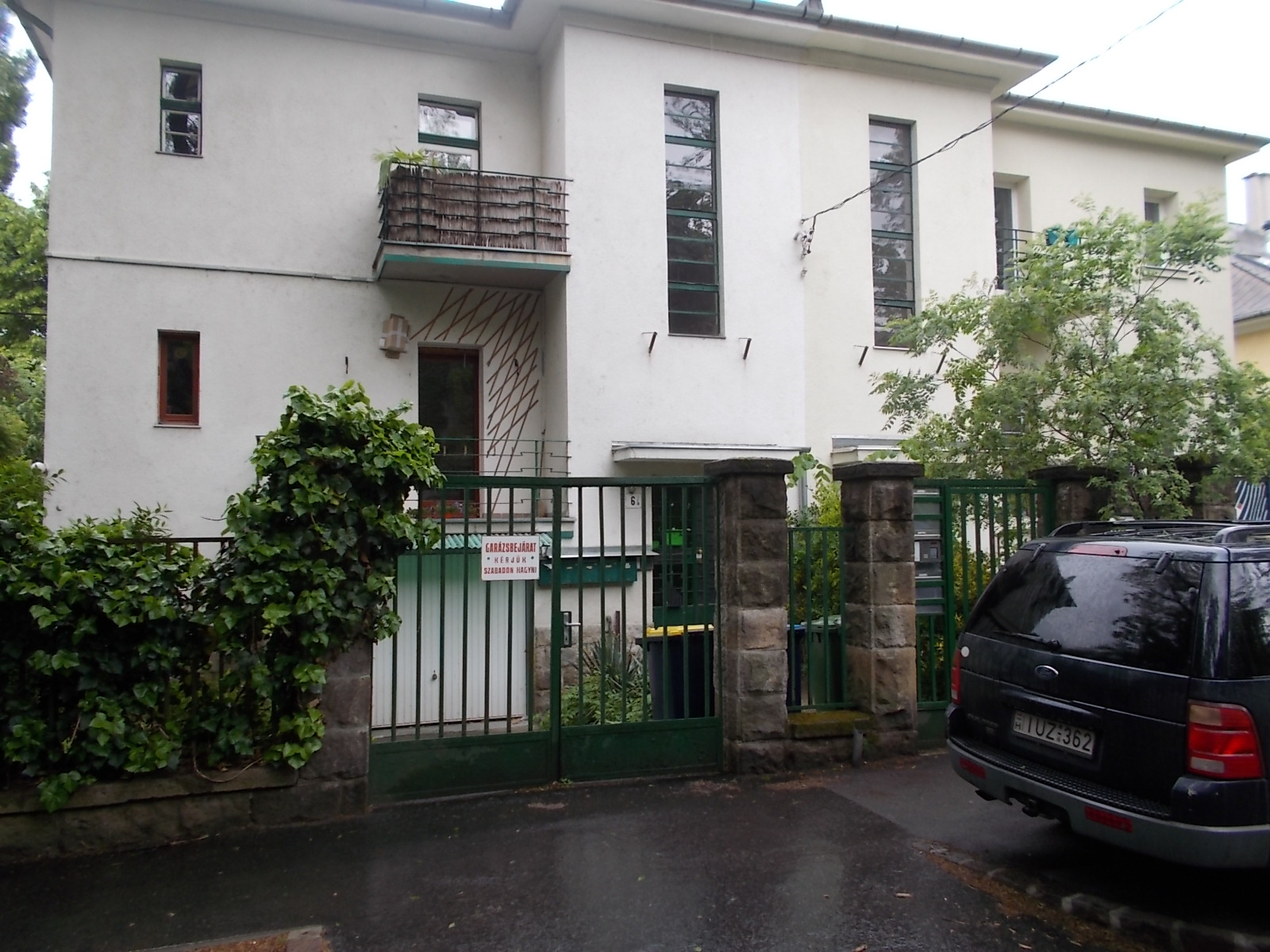
Budapest, II. Torockó utca 6/B – Szerb Antal egykori lakóháza

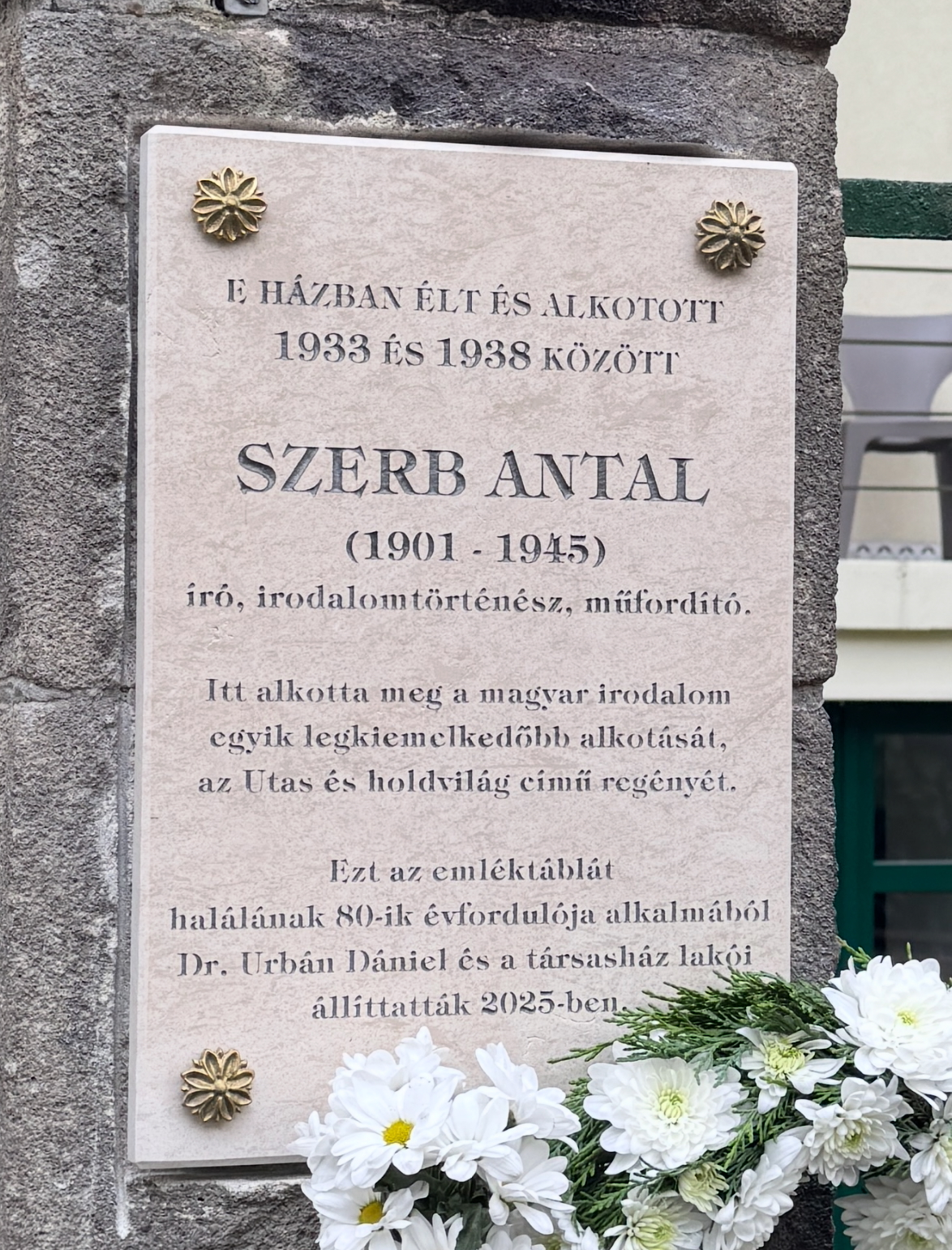
Szerb Antal emléktáblája a Torockó utcában egykori házánál.

Szerb Antal (Budapest, 1901. május 1. – Balf, 1945. január 27.) magyar író, irodalomtörténész, műfordító.

## Élete
Budapesten született asszimilált zsidó családba, a Deák Ferenc utca 15. szám alatt. Szülei, Szerb Károly (1869–1960) óragyáros, kereskedő és Herzfeld Elza 1900. augusztus 19-én Budapesten kötöttek házasságot. Édesapjával együtt 1907. december 20-án a római katolikus vallásra tért át (keresztapja Prohászka Ottokár volt), és attól kezdve ebben a szellemben nevelték. Apja 1911 őszén a budapesti piarista gimnáziumba íratta be, ahol Sík Sándor tanította magyarra, és támogatta irodalmi ambícióit. Itt írta élete első verseit, novelláit, sőt felsős gimnazista korában esszé- és drámakísérletei is születtek. Utolsó gimnáziumi évében, 1918/1919-ben az iskolai önképzőkör elnöke volt. Főként Sík Sándor hatására lett 1914-től nyolc éven át az iskola frissen alakult cserkészcsapatának tevékeny tagja, sőt őrsvezetője.
A Magyarországi Tanácsköztársaság miatt csak 1919 őszén tette le az érettségi vizsgát, jeles eredménnyel, majd egy évet Grazban töltött, ahol klasszika-filológiát tanult. Ezután, 1920 szeptemberében iratkozott be a pesti egyetem bölcsészkarára, magyar–német szakra. Közben tanult meg angolul és franciául, és utolsó szigorlata, valamint a Kölcseyről írt értekezésének benyújtása után 1924. július 24-én doktorrá avatták. Egyetemi évei alatt kötött ismeretséget az önmagukat „Barabásoknak” nevező baráti kör tagjaival, amelyhez hozzá hasonló, fiatal, zsidó származású, katolikus irodalmárok tartoztak: Sárközi György, Juhász Vilmos, Faludi János, Szedő László (később Szeverin néven karmelita szerzetes), Szedő Mihály (később Dénes néven ferences szerzetes).
Húszéves sem volt, amikor a Nyugat 1921. februári száma egyszerre hat versét jelentette meg, majd kritikákat is írt a lapnak. Nemsokára a Napkelet című folyóirat is közölte írásait, majd az akkoriban szerveződő Minerva című tudományos, szellemtörténeti, arisztokratikus és reprezentatív jellegű folyóirat írógárdájához csatlakozott. A szerkesztőség 1926-ban teljes egészében közölte Kölcseyről írt doktori disszertációját.
1925-ben egy darabig rendezőként dolgozott a Belvárosi Színházban. 1925. december 19-én Budapesten feleségül vette a nála öt évvel fiatalabb Lakner Amália Irént, Dr. Lakner Bertalan és Szaborszky Gizella lányát, akitől 1928-ban elvált. 1928-tól a Széchenyi István Felsőkereskedelmi Iskola tanára volt, majd 1929-30-ban ösztöndíjjal Londonban tartózkodott egy évig.
Az 1930-as években főként az angolszász irodalommal és regényelmélettel foglalkozott. Nagy összefoglaló műve, A világirodalom története megírásához Babits Mihály művére (Az európai irodalom története) is támaszkodott. A világirodalmat ő is folyamatnak tekintette, amelyben a nemzetek fölötti jelentőségű írók és művek évszázadokon és országhatárokon átemelkedve megtermékenyítik egymást. Gondolatmenete stílusok és korszakok egységeire épül. Versei a lázas útkeresés, a szándékos meghökkentés programjából születtek. Pályakezdő éveinek novellái a történelmi múltba és a mesék időtlen világába vezetnek.
1932. június 15-én Budapesten az Erzsébetvárosban másodszor is feleségül vette Lakner Amália Irént, akitől egy gyermeke született, Szerb Judit, házasságuk azonban 1933-ban újra válással végződött. Következő házasságát Bálint Klárával (Bálint Aladár, a Nyugat című folyóirat képzőművészeti kritikusa és Roth Edit lánya, Bálint Endre festőművész nővére) kötötte 1938. július 28-án Budapesten, a Terézvárosban. 1933-ban elnöke lett az újonnan létrejött Magyar Irodalomtudományi Társaságnak.

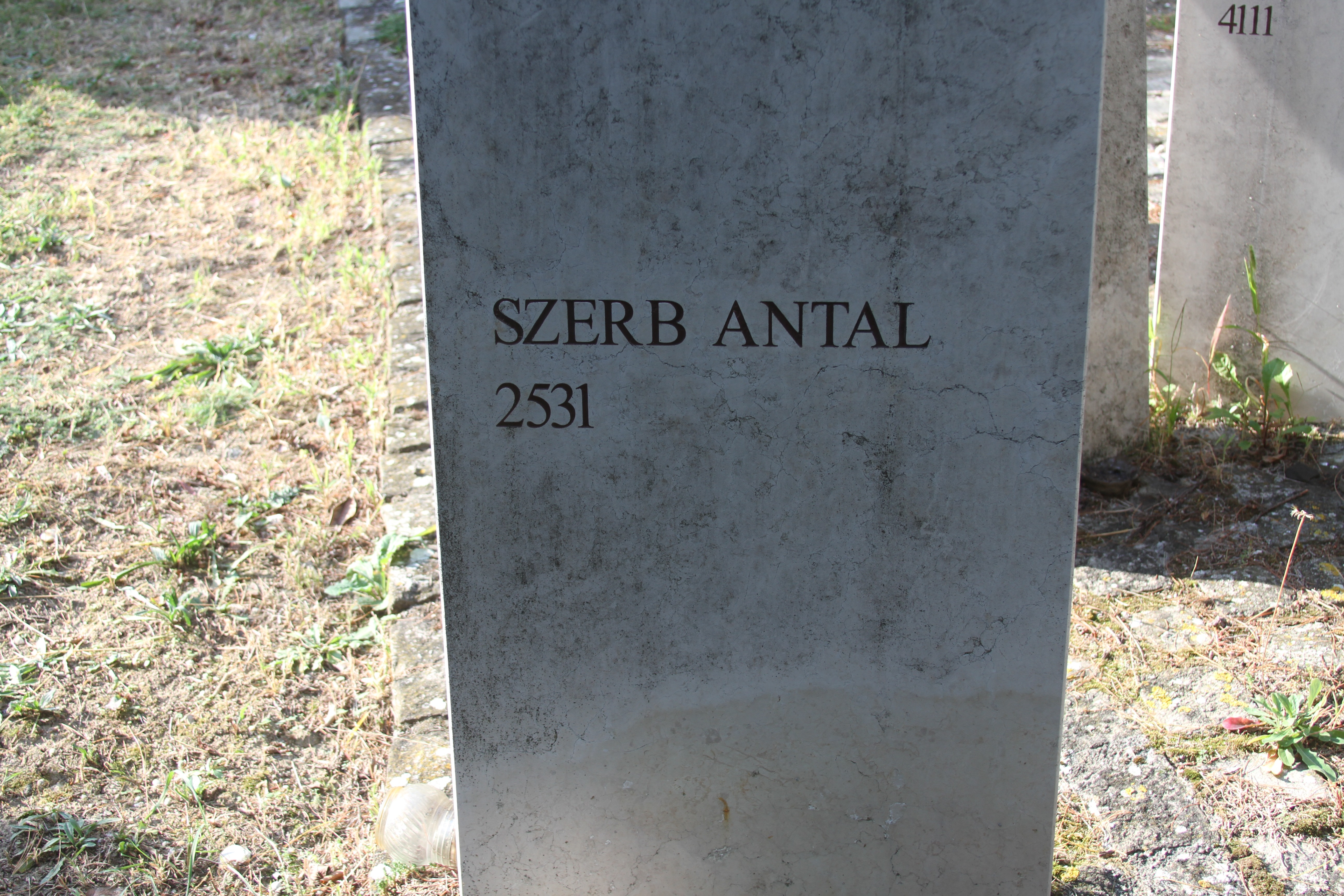
A balfi nemzeti emlékhely a tömegsír felett, ahol Szerb Antal is nyugodott

Az 1930-as évek írói termésének nagy részében eltűnnek a látványos történelmi ihletések, helyükre a csodák, a misztikus borongás lép, és egy kedvesen ironikus lírai önarckép bukkan fel. A Pendragon legenda, első hosszabb prózai műve a detektívregény, a kísértethistória és az esszéregény ötvözete. Az Utas és holdvilág alapmotívuma az elfojtott legbelső sejtelmekhez vezető utazásélmény. 1935-ben Baumgarten-díjat kapott. 1937-ben a szegedi egyetemen magántanár volt.
1941-től alkotói tere egyre szűkült: rádióelőadásai elmaradtak, magyar irodalomtörténetét – zsidó származása miatt – betiltották, a Nyugat megszűnt. 1943-ban, majd 1944. június 5-én behívták munkaszolgálatra: először Fertőrákosra, majd Balfra került. Halálának körülményeiről ellentmondásos adatok vannak. Szerb Antalné leírása szerint 1944 telén a balfi táborban nagyon legyengült, „nyilas suhancok” félig agyonverték, ezt követően 1945. január 27-én meghalt.

## Munkássága

### Magyar irodalomtörténet
Magyar irodalomtörténet című művét a marosvécsi Helikon által 1930 júniusában meghirdetett magyar irodalomtörténeti pályázatra írta. A pályázat kiírása szerint a bevezetőt, az egész irodalomtörténet részletes vázlatát, valamint az Eötvösről és Adyról szóló fejezetet kellett beküldeniük a pályázóknak, akik között ott volt az egyelőre „Invitis nubibus” jelige alá rejtőző Szerb Antal is. A Helikon által felkért bírálóbizottság (Makkai Sándor, Molter Károly és az elnök: Babits Mihály) a Helikon íróinak 7. marosvécsi összejövetelén, 1932. augusztus 5-én előterjesztett jelentésében egyetértőleg ezt a jeligés pályázatot érdemesítette díjazásra, s Szerb Antalnak ítélte a 30 000 lejes díjat, amelyhez a könyv megjelenésekor a 100 000 lejes pályatételen felül a Kuncz Aladár hagyatékából származó 30 000 lejes jutalom is hozzájárult.
Babits elemzésében így foglalta össze a pályamunka érdemeit: „…az »Invitis nubibus« („Baljós felhők”) jeligéjű mű kivált a múlt irodalmára vonatkozólag hoz új szempontokat, s irodalmunk jelenségeinek új csoportosításával kísérletezik, mindig gondolatébresztően, még ahol nem is teljesen győz meg. Ez a mű inkább intuitív, mint tudós hajlamú szerzőre vall, akinek mindazonáltal tudományos képzettsége és esztétikai műveltsége is kellő szinten áll. De e műveltségét a szerző egyáltalán nem fitogtatja: azt inkább csak sorai mögül érezzük. Előadása rokonszenvesen egyszerű s a nagyobb közönség számára is élvezhető; sok lendület és közvetlenség van benne.”

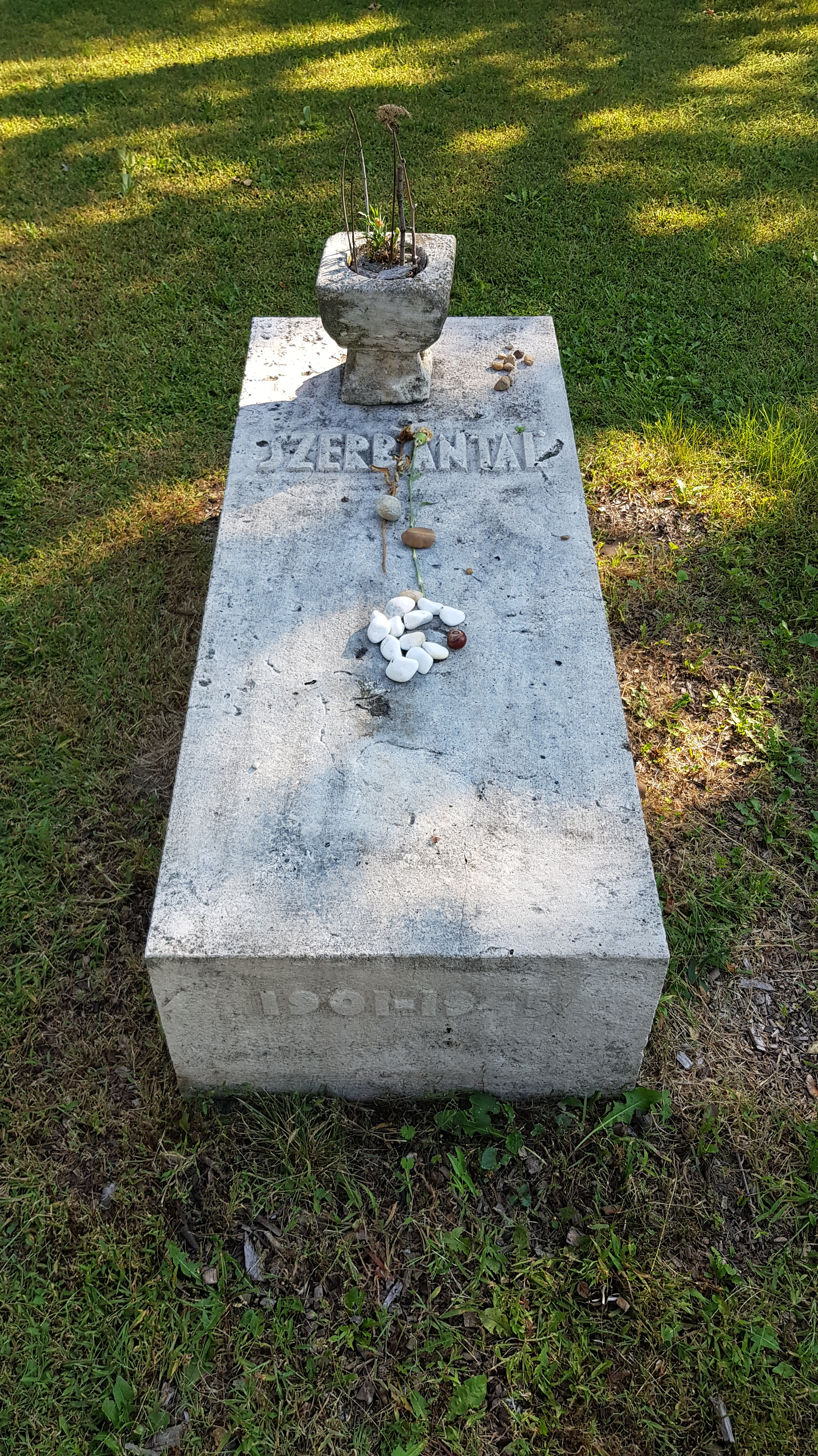
Szerb Antal végső nyughelye a Fiumei úti sírkertben.

A Magyar irodalomtörténet két kötetben, Makkai Sándor előszavával, az Erdélyi Szépmíves Céh 86–87. kiadványaként, VII. sorozatának 20–22. könyveként 1934-ben jelent meg. A maga idején kivívta a kritika egy részének elismerését, de több elmarasztaló bírálatot is kapott. A könyv azóta is a magyar irodalomtörténet-írás legkiemelkedőbb teljesítményei egyikeként tartható számon. Ma is érvényes Poszler György egykori összegező értékítélete: „Szerb szintézise… egyrészt csúcspontját és végső kiteljesedését jelenti annak a fejlődési vonalnak, amely Riedl Frigyes hagyományaiból kiindulva, Ignotus és Babits ihletése nyomán, Schöpflin és Benedek szintéziskísérleteiben a Nyugat törekvéseinek irodalomtörténeti igazolását adja, másrészt pedig Szekfű történetszemlélete mellett jelentős szerepet játszik a népies ellenkoncepció megszületésének kiprovokálásában. Ugyanakkor Horváth, Benedek, Farkas és Féja mellett azok közé tartozik, akik teljes szintézist adnak… Szellemtörténeti beállítottsága csak Thienemann-nal rokonítható, de a Minerva németes beállítottságú fő teoretikusától elválasztja törekvéseinek és szellemének latinitása… Sajátos színfolt a korabeli irodalomtörténet-írásban a konzervatív tudományos hagyományokkal tudatosan szembeszegülő lázadó attitűdje is. A tudományos megalapozottságra való törekvésnek, a szubjektív lírai fűtöttségnek és az egész művet beragyogó humánumnak a megejtő egysége pedig szintézisét művészi ihletettségű esszéista remekléssé … teszi” (Poszler György: Szerb Antal. 240–241).
Erdélyben írt róla Makkai László (Erdélyi Helikon, 1934. 744–748), Molter Károly (Pásztortűz, 1934. 367), Fejtő Ferenc (Korunk, 1934/12), Gáldi László (Vasárnap, 1934. 362–364), Vita Zsigmond (Erdélyi Fiatalok, 1934. 137–139), Reischel Arthur (Erdélyi Tudósító, 1934. 286–289), Kéki Béla (uo. 1935. 107–110).

## Megítélése

### Szélsőjobboldali és nyilas kritizálói
1942-ben a szélsőjobboldali Nemzeti Front az Országgyűlésben a Magyar Irodalomtörténet betiltását követelte „értékrombolásra” hivatkozva. Palló Imre, az interpelláció benyújtója szerette volna elérni, hogy a könyvet máglyán égessék el. A nyilas sajtó Szerb Antal legnagyobb bűnének azt tartotta, hogy tiszteletlenül beszélt a magyar irodalom nagyjairól.

### A szocializmus idejének kritikái
A szocializmus idején csak csonkítva jelenhetett meg a Magyar Irodalomtörténet, mert a szovjet irodalomról kritikus hangvételben írt. Ezeket a részeket teljesen kitörölték a műből.

### XXI. század
Szerb Antal 2012-től 2020-ig a Nemzeti alaptanterv része volt.

## Művei

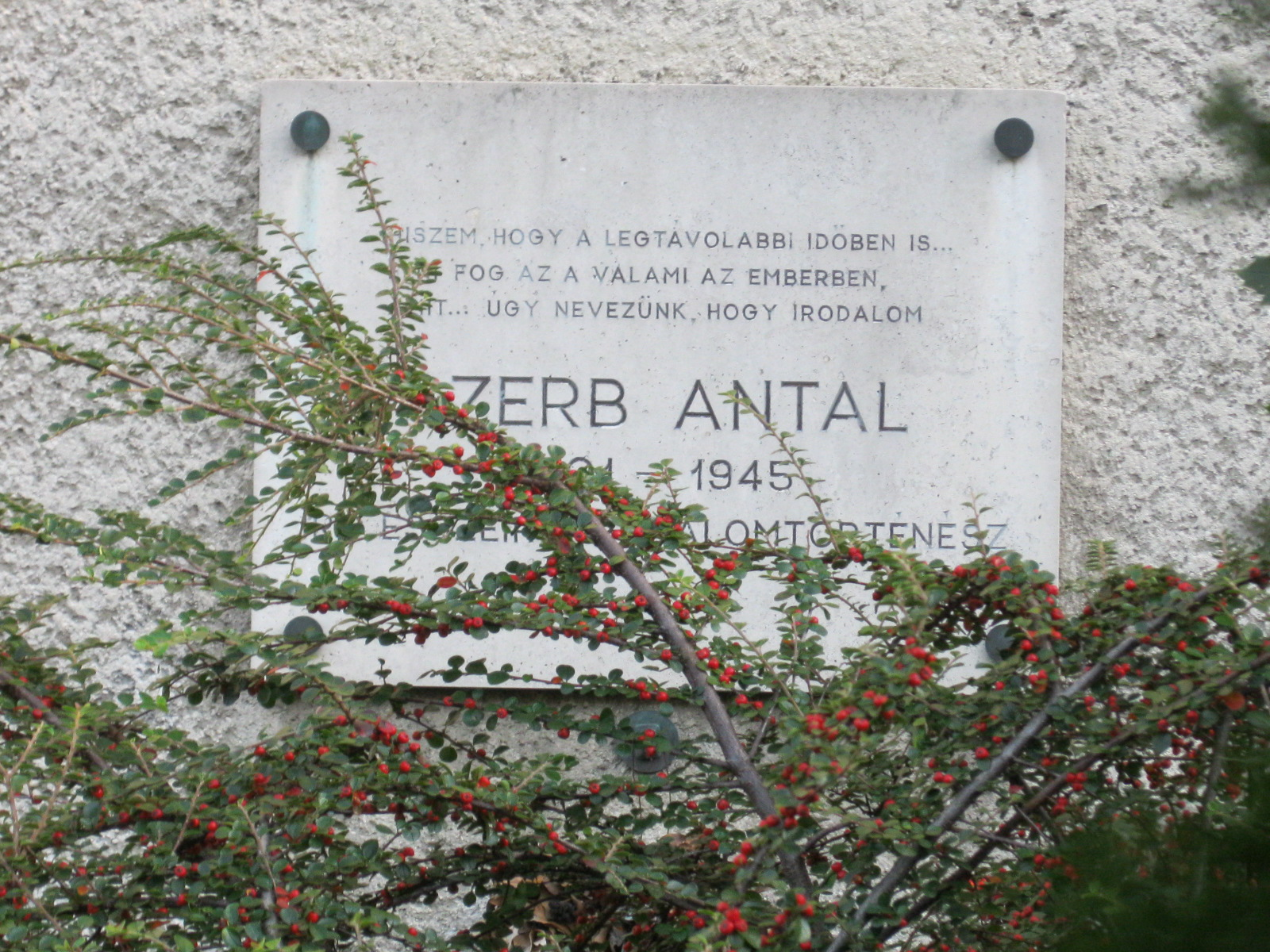
Emléktáblája Budapesten

#### 1944-ig
- A magyar újromantikus dráma; Pallas, Budapest, 1927 (Irodalomtörténeti füzetek)
- Az udvari ember; s.n., Budapest, 1927 (Minerva-könyvtár)
- William Blake; Városi Ny., Szeged, 1928 (Széphalom-könyvtár)
- Az ihletett költő (Berzsenyi Dániel); Városi Ny., Szeged, 1929 (Széphalom-könyvtár)
- Az angol irodalom kis tükre; Magyar Szemle, Budapest, 1929 (Kincsestár)
- Magyar preromantika; Minerva-társaság, Budapest, 1929 (Minerva-könyvtár)
- Vörösmarty tanulmányok; Dunántúl Ny., Budapest, 1930 (Minerva-könyvtár)
- Magyar irodalomtörténet, 1-2.; bev. Makkai Sándor; Erdélyi Szépmíves Céh, Cluj-Kolozsvár 1934
- A Pendragon-legenda; Franklin, Budapest, 1934
- Budapesti kalauz marslakók számára; ill. Kolozsváry Sándor; Löbl D. Ny., Budapest, 1935
- Hétköznapok és csodák. Francia, angol, amerikai német regények a világháború után; Révai, Budapest, 1936 (Világkönyvtár)
- Utas és holdvilág; Délvidéki Egyetemi és Főiskolai Hallgatók Egyesülete, Budapest, 1937 (Magyar regények)
- Kováts Albert–Szerb Antal: Don't say ... but say ... Mit hibáznak el leggyakrabban az angolul tudó magyarok?; Cserépfalvi, Budapest, 1939
- A világirodalom története, 1-3.; Révai, Budapest, 1941
- VII. Olivér; Széchenyi Rt., Budapest, 1941[20]
- A királyné nyaklánca. Igaz történet; Bibliotheca, Budapest, 1943
- Száz vers. Görög, latin, angol, francia, német, olasz válogatott költemények eredeti szövege és magyar fordítása; összeáll. Szerb Antal; Officina, Budapest, 1943
- Rózsakereszt. A Pendragon-legenda; Franklin, Budapest, 1944 (Új magyar regények)

#### 1945–1989
- Gondolatok a könyvtárban; sajtó alá rend., bev. Kardos László; Révai, Budapest, 1946
- Madelon, az eb; Révai, Budapest, 1947 (Révai könyvtár)
- A varázsló eltöri pálcáját; Révai, Budapest, 1948
- A varázsló eltöri pálcáját. Cikkek; sajtó alá rend. Bodnár György; bővített kiadás; Magvető, Budapest, 1961
- Szerelem a palackban; szerk., bev. Poszler György; Magvető, Budapest, 1963
- Pico herceg és Monna Lianora története. Novella; ill. Balla Margit; Magyar Iparművészeti Főiskola, Budapest, 1972
- Könyvek és ifjúság elégiája; összeáll. Szántó Tibor; s.n., Budapest, 1978

#### 1990–
- Könyvekről, írókról, 1922–1944; gyűjt., jegyz. Wágner Tibor; Holnap, Budapest, 1997
- Szerb Antal válogatott levelei; sajtó alá rend., jegyz. Nagy Csaba; PIM, Budapest, 2001
- Naplójegyzetek, 1914–1943; sajtó alá rend., előszó, jegyz. Tompa Mária, közrem. Petrányi Ilona; Magvető, Budapest, 2001
- Összegyűjtött esszék, tanulmányok, kritikák; szerk., szöveggond., utószó, jegyz. Papp Csaba, közrem. Duró Gábor; Magvető, Budapest, 2002
- A harmadik torony; fotó Martin Hürlimann, szöveggond., fényképvál. Dávid Anna; Magvető, Budapest, 2007
- A világ sokkal több... Szerb Antal füveskönyve; vál., szerk. Papp Csaba; Lazi, Szeged, 2016
- Nagy emberek gyermekcipőben. Rádióelőadások; sajtó alá rend. Kovács Attila Zoltán; Szépmíves, Budapest, 2017
- A hammelni patkányfogó; sajtó alá rend. Kovács Attila Zoltán; Szépmíves, Budapest, 2018

### Műfordításainak listája
- E. R. Curtius: Az új Franciaország irodalmi úttörői; ford. Szerb Antal, Kecskeméti György; Franklin, Budapest, 1925 (Ember és természet)
- John Collier: A majom-feleség; Franklin, Budapest, 1935 (Külföldi regényírók)
- William B. Seabrook: Utak a dzsungelben; Révai, Budapest, 1936
- Rose Macaulay: A két Daisy; Athenaeum, Budapest, 1937
- V. Sackville-West: Szent Johanna; Athenaeum, Budapest, 1937
- Johan Huizinga: A középkor alkonya; Athenaeum, Budapest, 1938 (Az európai kultúra története)
- Somerset Maugham: Színház; Athenaeum, Budapest, 1938 (Athenaeum regénytár)
- Hugh Walpole: Christina; Széchenyi Irodalmi és Művészeti Rt., Budapest, 1940
- Hans Fallada: Kis ember – nagy ember; Nova, Budapest, 1940
- Hendrik Van Loon: Rembrant. 1-2. köt.; Magyar Téka, Budapest, 1940
- Lane Naomi Babson: Szegény kis Barackvirág. Kínai regény; Dante, Budapest, 1941
- Columbus úti naplója; ford., sajtó alá rend. Szerb Antal; Officina, Budapest, 1941 (Officina könyvtár)
- Claude Houghton: Vissza az életbe. Regény; Révai, Budapest, 1942 (Világsikerek)
- Joachim von Kürenberg: A tündöklő asszony. Egy nő, aki legyőzte Napóleont. Történelmi regény, 1-2.; Széchenyi, Budapest, 1942
- Jean de Baroncelli: Dünkirchenben végződött. Regény; Dante, Budapest, 1942
- P. G. Wodehouse: Rengeteg pénz; Hungária, Budapest, 1943
- Hendrik van Loon: Rembrandt a halhatatlan. 1-2. köt.; Széchenyi Rt., Budapest, 1943
- Comisso Giovanni: Velencei kémek; ford. Szerb Antal, ifj. Pongrácz Alajos; Révai, Budapest, 1943
- Stephen Leacock: A Mauzóleum klub; Pharos, Budapest, 1943
- H. W. van Loon: A hajózás története; Stílus, Budapest, 1943
- W. B. Seabrook: A bűvös sziget. Regény; Stílus, Budapest, 1943
- Eric Knight: Sam Small csodálatos élete; Révai, Budapest, 1945
- Anatole France: Thaisz; Európa, Budapest, 1962
- Johan Huizinga: A középkor alkonya. Az élet, a gondolkodás és a művészet formái Franciaországban és Németalföldön a XIV. és XV. században; ford. Szerb Antal, Vas István, Tótfalusi István, utószó Klaniczay Gábor, jegyz. Vidrányi Katalin; Magyar Helikon, Budapest, 1976
- Giacomo Casanova emlékiratai; szöveggond., jegyz., utószó Kovács Ilona; Atlantisz, Budapest, 1998 (Veszedelmes viszonyok)

## Emlékezete
- Budapest XVI. kerületében hatosztályos gimnáziumot neveztek el róla.
- A balfi tömegsírt exhumálták. Sírja ma a Fiumei úti sírkertben található.
- Utca viseli nevét Budapest II. kerületében, egykori lakhelyén, ahol egy emléktáblát is elhelyeztek tiszteletére.
- Romániában a második világháború után, a fasizmus áldozatává lett Szerb Antalt idézték a kortársak: Zolnai Béla és Méliusz József az Utunkban (1947/1, ill. 1947/5). Majd a marxista kritika elutasító minősítései nyomán az elhallgatás évtizedei következnek, s csak az 1960-as évek második felében fedezték fel a szépírót: Kovács Győző A királyné nyakláncáról (Igaz Szó, 1966. 360–362), Ficzay Dénes és Bálint Tibor A varázsló eltöri pálcáját c. kötetéről (Utunk, 1969/40, ill. 48), Jánosházy György A világirodalom történetéről (Igaz Szó, 1968. II. 584) írt. 1970-ben, az Igaz Szó januári számában Szemlér Ferenc idézte emlékét, Kovács György a Magyar irodalomtörténet körül 1943-ban kirobbant vitákat, támadásokat elevenítette fel, amikor széles körű jobboldali sajtókampány, majd egy parlamenti interpelláció nyomán a Vallás- és Közoktatásügyi Minisztérium elrendelte a könyv kivonását az iskolai könyvtárakból. Ugyanebben a számban Marosi Ildikó a Helikon magyar irodalomtörténeti pályázatára vonatkozó kiadatlan dokumentumokat tett közzé. Az évtized végén került a hazai olvasók kezébe újrakiadásban A Pendragon-legenda (Bukarest, 1979. Lektúra), majd Marosi Ildikó gondozásában A Helikon és az Erdélyi Szépmíves Céh levelesládája kétkötetes dokumentum-kiadásban jelentek meg újra a pályázattal kapcsolatos dokumentumok, valamint Szerb Antal Kovács Lászlóval, Molter Károllyal, Makkai Sándorral és Kovács Györggyel váltott, addig kiadatlan levelei. A Szerb Antal – Molter-levelezés a marosvásárhelyi író levelezésének az 1990-es években indult kiadása harmadik kötetében látott napvilágot teljes egészében, szintén Marosi Ildikó gondozásában.
- „Örökre a Kék Virág lovagja és talán bohóca maradok.” Kiállítás a 100 éve született Szerb Antal emlékére;[21] Petőfi Irodalmi Múzeum, 2001, rendező: Petrányi Ilona
- Egy művészcsalád emlékezete;[22] kiállítás (Osvát Ernő, Osvát Kálmán, Bálint Aladár, Bálint Endre, Szerb Antal, Bálint István);[23] Tokaj, 2014, kurátor: Mezey Katalin, rendezte: Thuróczy Gergely
- Botlatókő. Hűvösvölgyi út 81. https://mazsihisz.hu/accessible/hirek-a-zsido-vilagbol/megemlekezesek/botlatoko-szerb-antal-emlekere-budapesten
- A Magyar Zsidó Kulturális Egyesület Emlékfát ültetett emlékére a Deák téren. https://fashionstreetonline.hu/2022/05/27/szerb-antal-emlekfaultetessel-indult-tegnap-az-5-tavaszi-setafesztival/
- 2025 óta nevét viseli a 728826 Szerbantal kisbolygó.[24]

## Származása
| Szerb Antal (Budapest, 1901. máj. 1.– Balf, 1945. jan. 27.) író, irodalomtörténész | Apja: Szerb Károly (Pest, 1869. aug. 1.– Gödöllő, 1960. november 16.) kereskedő, biztosítóintézeti vezértitkár | Apai nagyapja: Stern Antal (Pest, 1838 körül – Budapest, 1897. nov. 26.) kereskedő         | Apai nagyapai dédapja: Stern Sámuel                                                        |
| Szerb Antal (Budapest, 1901. máj. 1.– Balf, 1945. jan. 27.) író, irodalomtörténész | Apja: Szerb Károly (Pest, 1869. aug. 1.– Gödöllő, 1960. november 16.) kereskedő, biztosítóintézeti vezértitkár | Apai nagyapja: Stern Antal (Pest, 1838 körül – Budapest, 1897. nov. 26.) kereskedő         | Apai nagyapai dédanyja: Hirsch Mária                                                       |
| Szerb Antal (Budapest, 1901. máj. 1.– Balf, 1945. jan. 27.) író, irodalomtörténész | Apja: Szerb Károly (Pest, 1869. aug. 1.– Gödöllő, 1960. november 16.) kereskedő, biztosítóintézeti vezértitkár | Apai nagyanyja: Hirsch Berta (Pest, 1846 körül – Budapest, 1933. dec. 24.)                 | Apai nagyanyai dédapja: Hirsch Sámuel                                                      |
| Szerb Antal (Budapest, 1901. máj. 1.– Balf, 1945. jan. 27.) író, irodalomtörténész | Apja: Szerb Károly (Pest, 1869. aug. 1.– Gödöllő, 1960. november 16.) kereskedő, biztosítóintézeti vezértitkár | Apai nagyanyja: Hirsch Berta (Pest, 1846 körül – Budapest, 1933. dec. 24.)                 | Apai nagyanyai dédanyja: Boskovitz Jozefa                                                  |
| Szerb Antal (Budapest, 1901. máj. 1.– Balf, 1945. jan. 27.) író, irodalomtörténész | Anyja: Herzfeld Elza (Baja, 1881. márc. 6.– Gödöllő, 1961. január 25.)                                         | Anyai nagyapja: Herzfeld Nándor (Baja, 1851. márc. 8.– Budapest, 1934. dec. 23.) ékszerész | Anyai nagyapai dédapja: Herzfeld Henrik (Baja, 1824 körül – ?)                             |
| Szerb Antal (Budapest, 1901. máj. 1.– Balf, 1945. jan. 27.) író, irodalomtörténész | Anyja: Herzfeld Elza (Baja, 1881. márc. 6.– Gödöllő, 1961. január 25.)                                         | Anyai nagyapja: Herzfeld Nándor (Baja, 1851. márc. 8.– Budapest, 1934. dec. 23.) ékszerész | Anyai nagyapai dédanyja: Beck Nanetta (Bácsalmás, 1829 körül – Baja, 1900. máj. 13.)       |
| Szerb Antal (Budapest, 1901. máj. 1.– Balf, 1945. jan. 27.) író, irodalomtörténész | Anyja: Herzfeld Elza (Baja, 1881. márc. 6.– Gödöllő, 1961. január 25.)                                         | Anyai nagyanyja: Schwarcz Eugénia (Sarkad, 1859 körül – Budapest, 1927. okt. 25.)          | Anyai nagyanyai dédapja: Schwarcz Ábrahám (Sarkad, 1823 körül – Nagyvárad, 1898. nov. 23.) |
| Szerb Antal (Budapest, 1901. máj. 1.– Balf, 1945. jan. 27.) író, irodalomtörténész | Anyja: Herzfeld Elza (Baja, 1881. márc. 6.– Gödöllő, 1961. január 25.)                                         | Anyai nagyanyja: Schwarcz Eugénia (Sarkad, 1859 körül – Budapest, 1927. okt. 25.)          | Anyai nagyanyai dédanyja: Mezei Rozália (Sára) (1827 körül – Nagyvárad, 1884. ápr. 19.)    |

## Szakirodalom
- Makkai Sándor: Előszó. In: Sz. A: Magyar irodalomtörténet. Kv. 1934. I. 5–6.
- Méliusz József: Szerb Antal. Utunk, 1947/5.
- Tóbiás Áron: Szerb Antal. 1901-1945. Bibliográfia; FSZEK, Budapest, 1961
- Poszler György: Intellektualitás és élmény Szerb Antal pályakezdésében. Irodalomtörténet, 1962. (50. évf.) 3-4. sz. 382-397. old.
- Poszler György, Szerb Antal pályakezdése, Budapest, 1965
- Bálint Tibor: A varázsló eltöri pálcáját. Utunk 1969/48.
- Ficzay Dénes: A Pendragon-legenda. Utunk, 1970/10.
- Kovács György: Tíz év múlva. Igaz Szó, 1970/1.
- Kunszery Gyula: A Magyar irodalomtörténet ebek harmincadján. Irodalomtörténet 1970. 145–158.
- Marosi Ildikó: Egy pályázat dokumentumaiból. Igaz Szó, 1970/1.
- Szemlér Ferenc: Szerb Antal emlékezete. Igaz Szó 1970/1.
- Poszler György, Szerb Antal, Budapest, 1973.
- Lengyel András, Szerb Antal magántanári habilitációja (1934–1937), Szeged, 1988
- Akitől ellopták az időt: Szerb Antal emlékezete, szerk. Wágner Tibor, Budapest, 1996. (2. bővített kiadás, Budapest, 2002.)
- Gyurcsek András-Mészáros László: Utas és a holdvilág. Itáliai utazás Szerb Antal regénye nyomán; Alexandra, Pécs, 2007
- Tört pálcák: Írások Szerb Antalról 1926–1948, szerk. Wágner Tibor, Budapest, 1999
- R. Lőrincz Anita: Félreértett hagyomány. A Kemény Zsigmond-i örökség továbbélése Halász Gábor, Szekfű Gyula és Szerb Antal munkásságában; szerző, Dunakeszi, 1999
- Tört pálcák 2.: Írások Szerb Antalról 1949-től napjainkig, szerk. Wágner Tibor, Budapest, 2000
- Balogh Tamás: Mélyenszántó Gondolati és Hűséges Megemlékezés. Johan Huizinga és Szerb Antal. In: Holmi 2000/4
- Nagy Csaba: Szerb Antal bibliográfia; PIM, Bp., 2001 (A Petőfi Irodalmi Múzeum bibliográfiai füzetei. XX. századi magyar írók bibliográfiái)
- Visszaperelt idő: Beszélgetések Szerb Antalról, szerk. Wágner Tibor, Budapest, 2005
- Havasréti József: Szerb Antal; Magvető, Budapest, 2013